# St. Peter und Paul (Detwang)

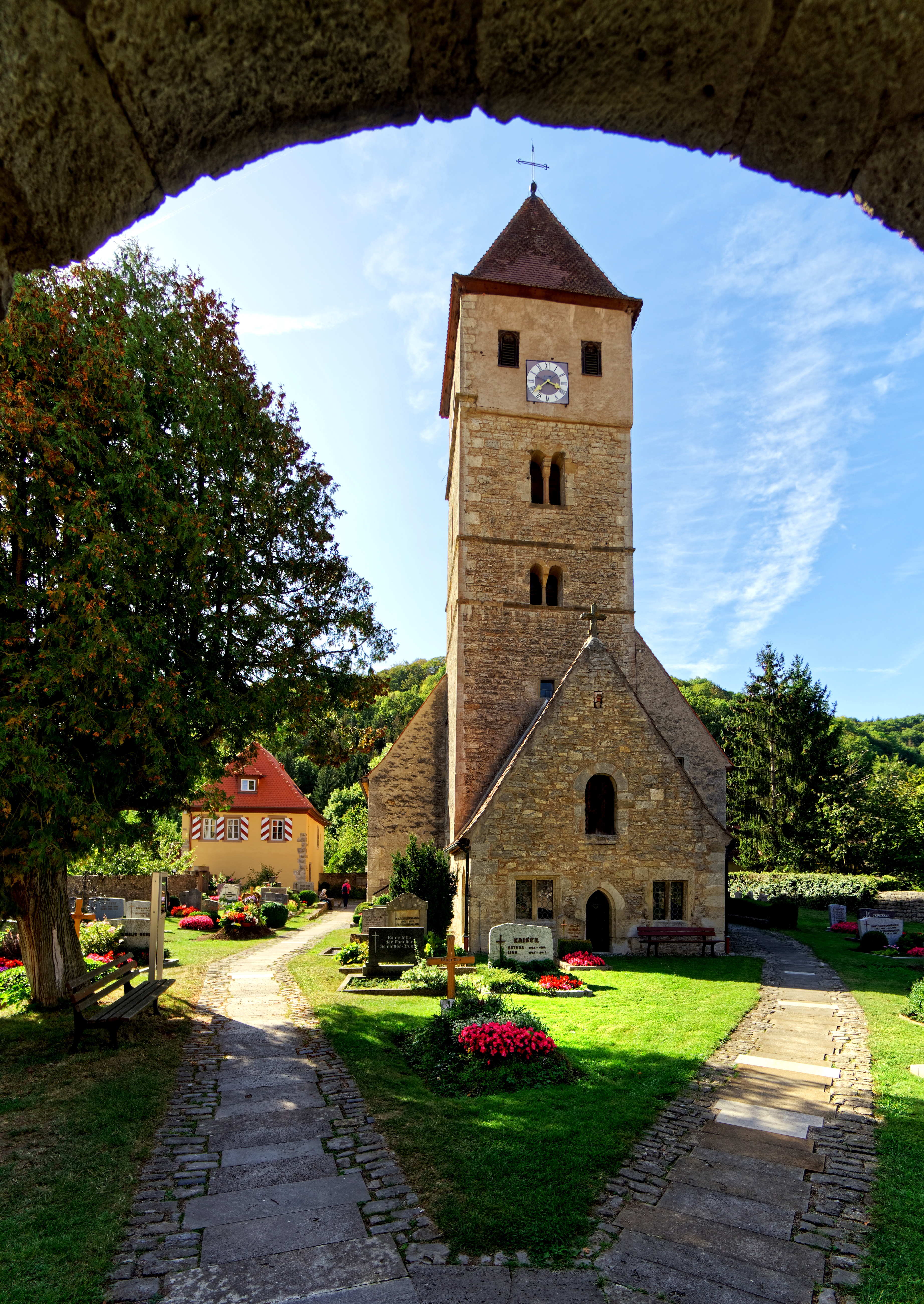
Kirche St. Peter und Paul

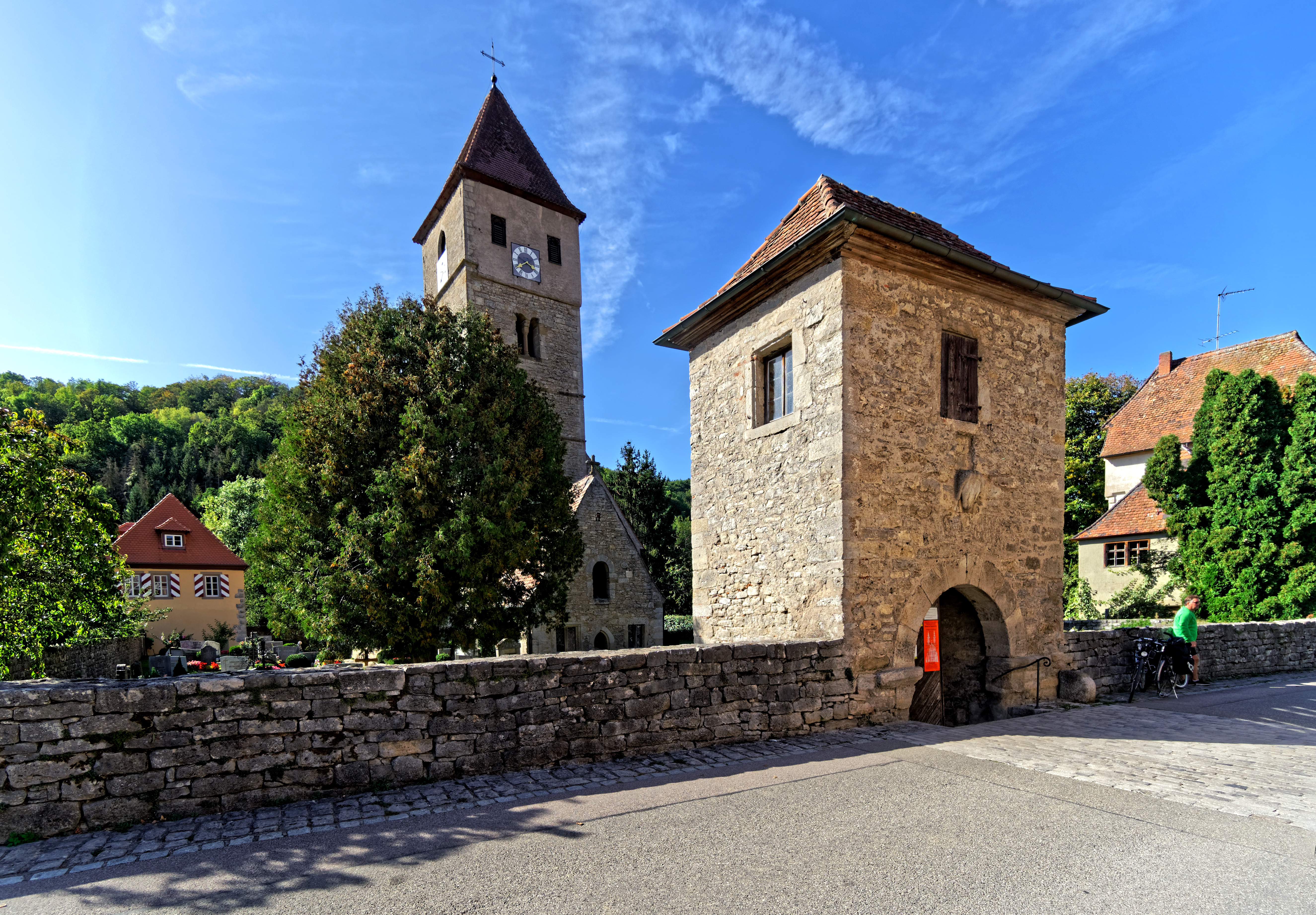
Torhaus

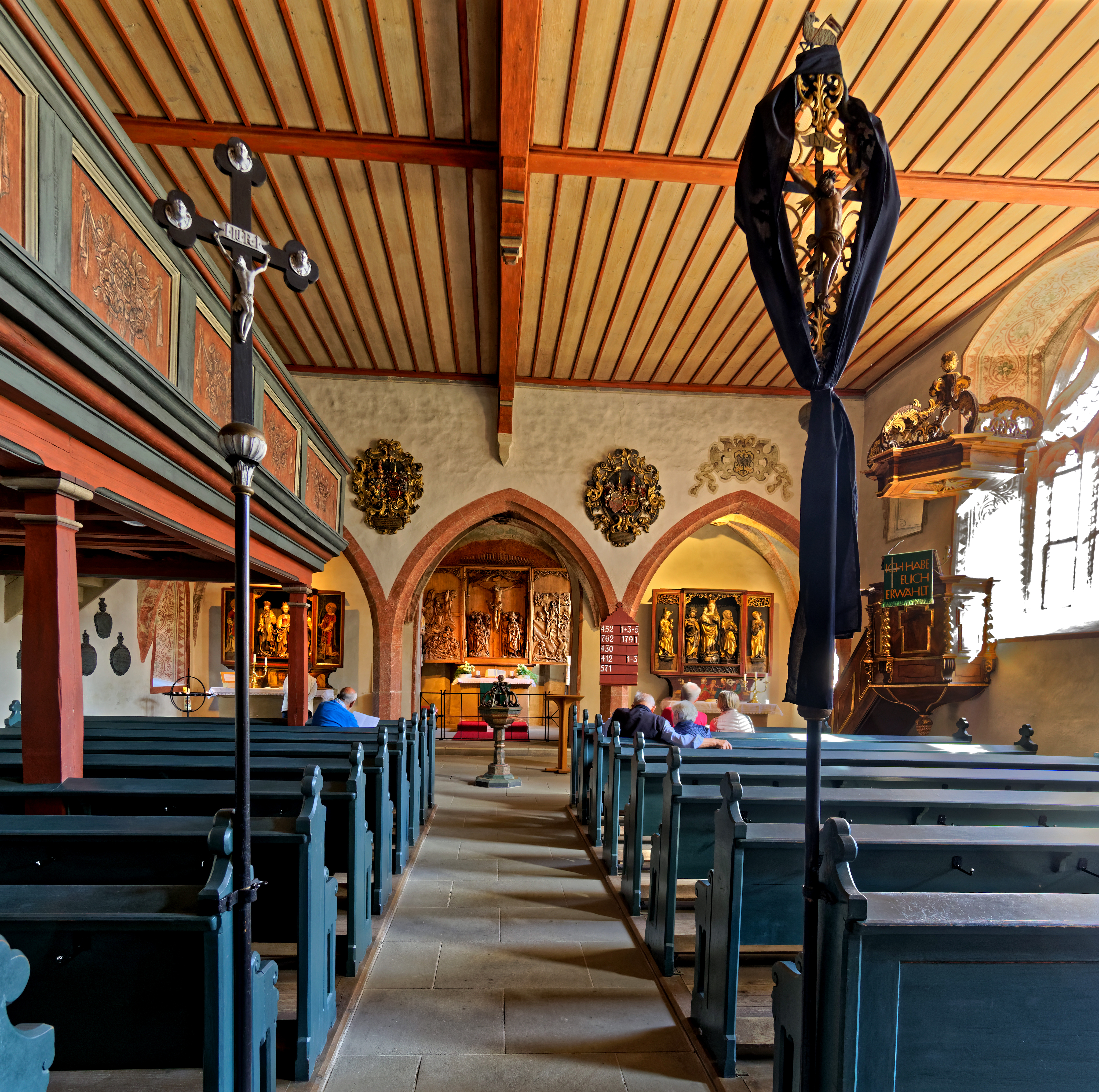
Innenansicht

St. Peter und Paul ist eine evangelisch-lutherische romanische Kirche im Stadtteil Detwang von Rothenburg ob der Tauber im Taubertal. Bedeutendstes Kunstwerk der Kirche ist das Kreuzigungs-Retabel von Tilman Riemenschneider. Die St.-Peter-und-Pauls-Kirche gehört zur Kirchengemeinde St. Jakob in Rothenburg und ist mit ihrer Lage am Taubertalradweg als Radwegekirche ausgewiesen.

## Geschichte und Architektur
Die evangelische Kirche in Detwang liegt auf einem befestigten Friedhof und ist durch ein romanisches Torhaus zu erreichen, über dessen rundbogigen Portal seit 1908 ein Neidkopf des 16./17. Jahrhunderts aus dem Schlösschen in Detwang eingemauert ist (ähnlich dem Stöberleinsturm in Rothenburg ob der Tauber).
Die Kirche wurde zwischen 961 und 984 gegründet, war bis zum Jahr 1258 Pfarrei von Rothenburg und wurde bis 1258 vom Deutschen Orden verwaltet.
Die kleine einschiffige Kirche ist mit einem eingezogenen, kreuzrippengewölbten Chor im Unterbau des quadratischen Turms, einer zweijochigen Sakristei in der Nordecke zwischen Turm und Langhaus und zwei romanischen Stufenportalen versehen. Der Turm besitzt in zwei der ungleich hohen Geschosse gepaarte Schallöffnungen, deren Trennungssäulchen mit Würfelkapitellen versehen sind. Im Langhaus ist ein romanisches Fenster mit naiven Verzierungen erhalten, daneben ein gotisches Fenster mit Fischblasenmaßwerk.
Der Innenraum ist einfach gehalten, erhält jedoch durch drei gotische Arkaden, welche den Chor in der Art eines Lettners abschirmen, eine eigene architektonische Prägung. Die seitlichen Arkaden bilden die Ziborien der Seitenaltäre.
Im Gewölbe des Chores sind Malereien aus dem 15. Jahrhundert mit Evangelistensymbolen erhalten, ansonsten nur noch Fragmente von Wandmalereien. Eine Sakramentsnische stammt vermutlich aus der zweiten Hälfte des 15. Jahrhunderts. Der vergitterte Tabernakel wird von einer Darstellung der Verkündigung flankiert, darüber ist vor einer Maßwerkblende ein sitzender Heiliger aus dem Dominikanerorden dargestellt, vermutlich der heilige Thomas von Aquin.

## Ausstattung

### Kreuzigungs-Retabel

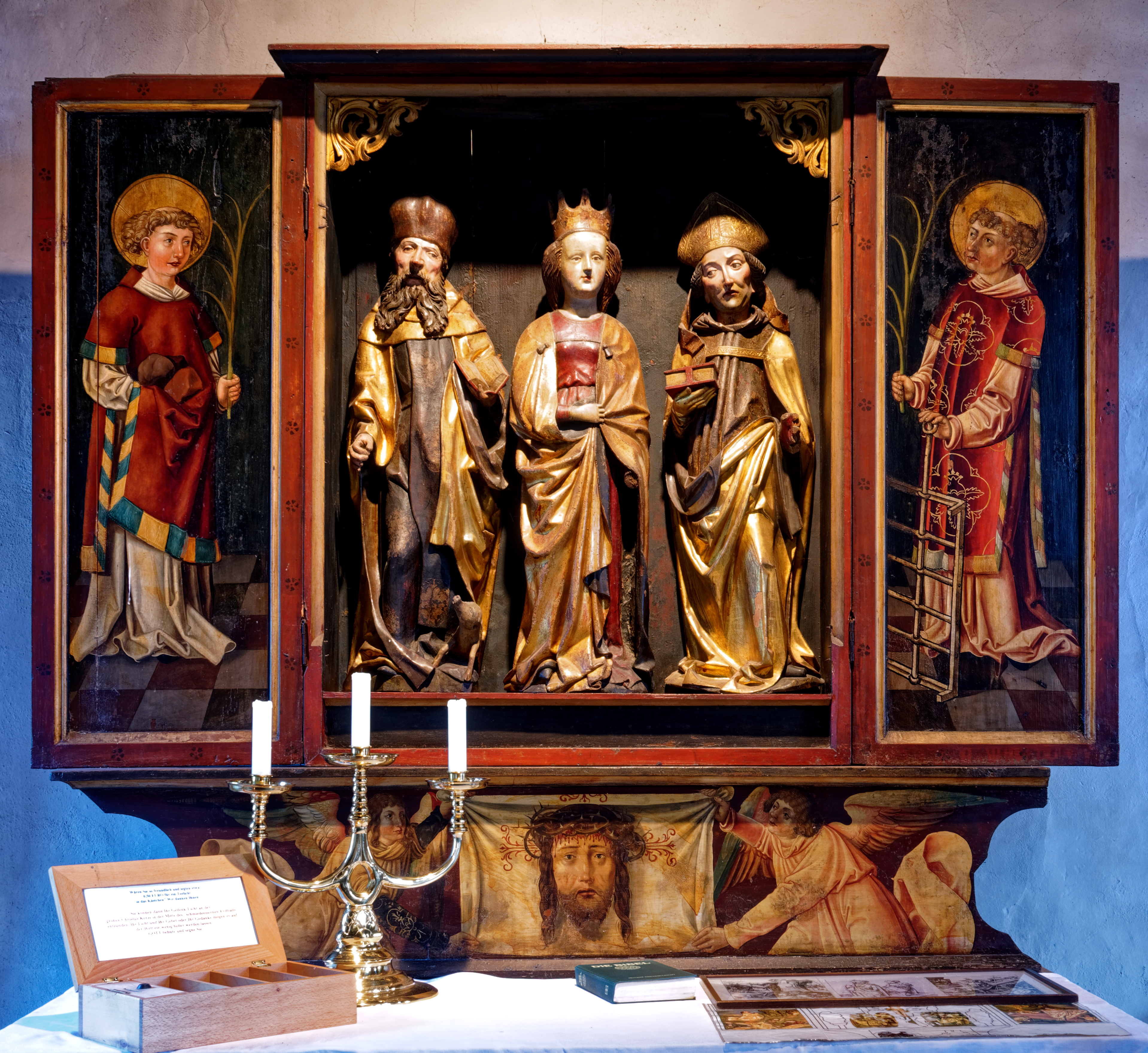
Nördlicher Seitenaltar

Das Kreuzigungs-Retabel ist ein nur noch fragmentarisch erhaltenes Retabel, das die Kreuzigung Jesu darstellt. Die Herkunft ist urkundlich nicht belegt, es stammt aber nachweislich aus einer Kirche in Rothenburg ob der Tauber, möglicherweise aus der (abgerissenen) Michaelskapelle oder aus der Dominikanerinnenkirche. Bei der Neuaufstellung wurde der Schrein in der Breite um 40 cm reduziert und die Komposition dadurch verengt und entstellt.
Wegen der engen stilistischen Verwandtschaft wird es den Werken von Tilman Riemenschneider und seiner Werkstatt zugerechnet. Der Skulpturenschmuck wird in die Jahre 1505 und 1508 datiert und wurde somit etwa zur gleichen Zeit gefertigt wie das Creglinger Marien-Retabel.
Im Schrein ist der Gekreuzigte dargestellt, links davon die Gruppe der klagenden Frauen mit Johannes und eine Gruppe mit dem Pharisäer rechts. Auf den Flügeln sind Flachreliefs mit der Ölbergszene und der Auferstehung Christi zu finden. Der Giebelaufsatz wurde neugotisch ergänzt.

Das Kreuzigungs-Retabel im Detail
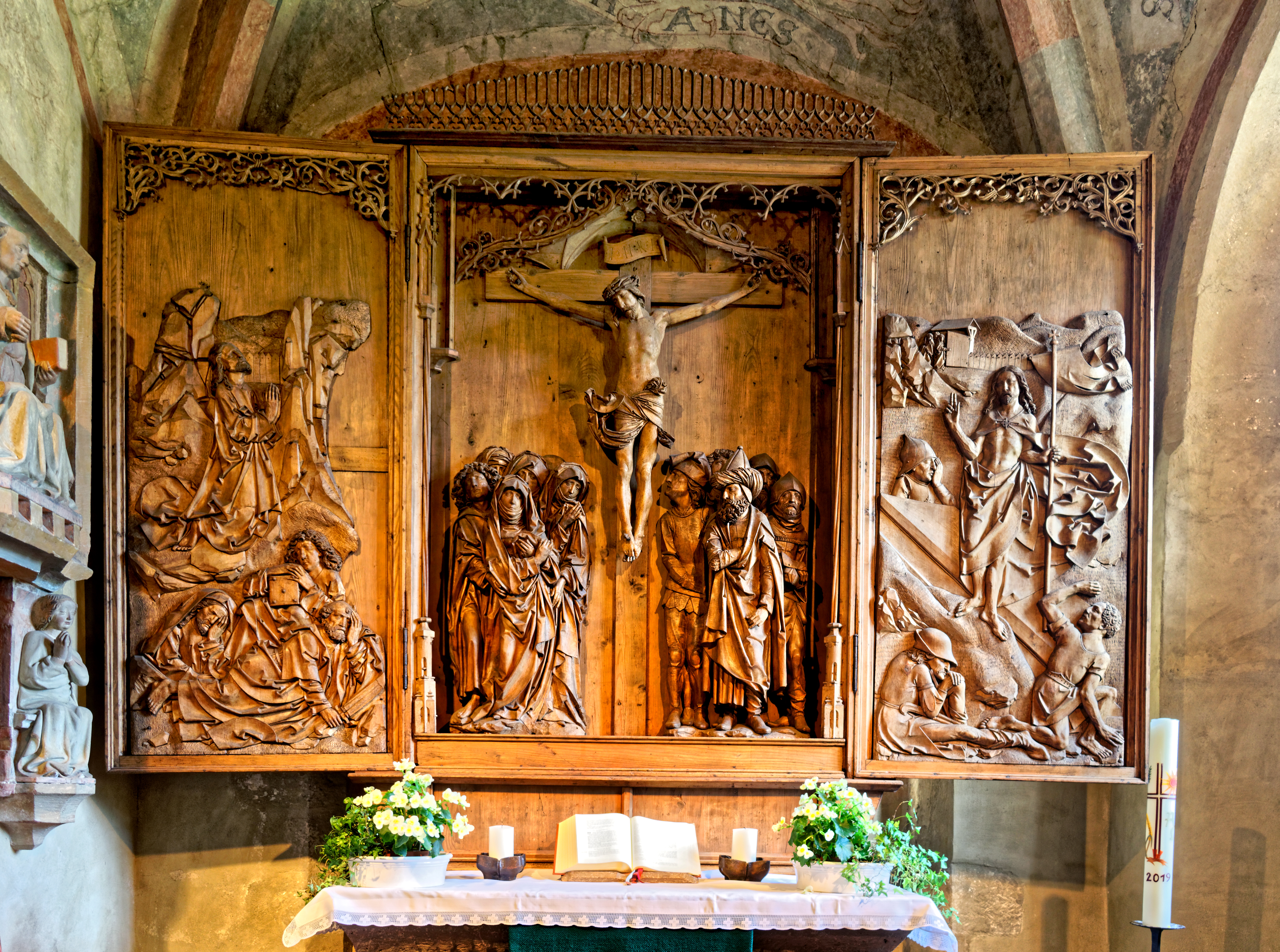
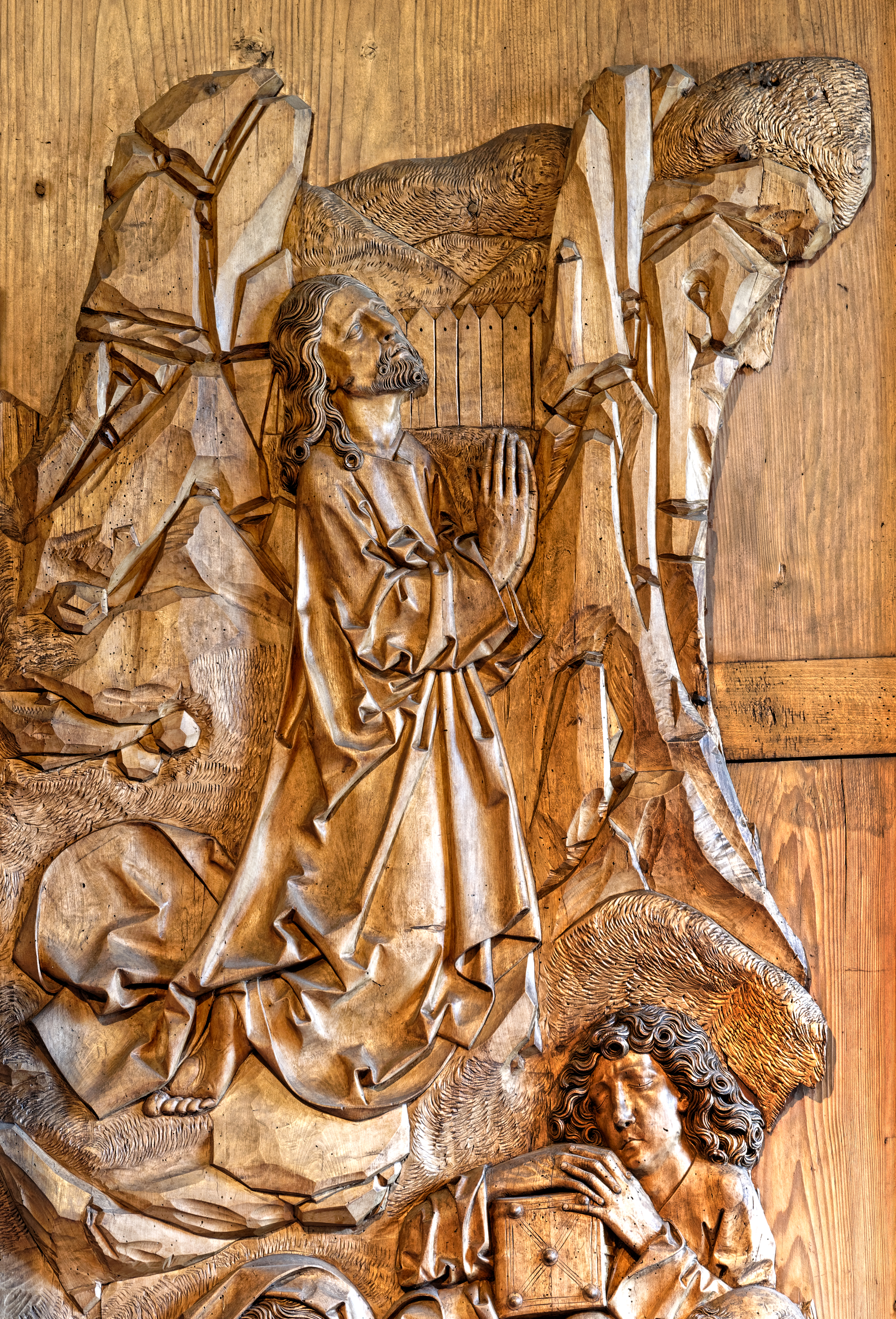
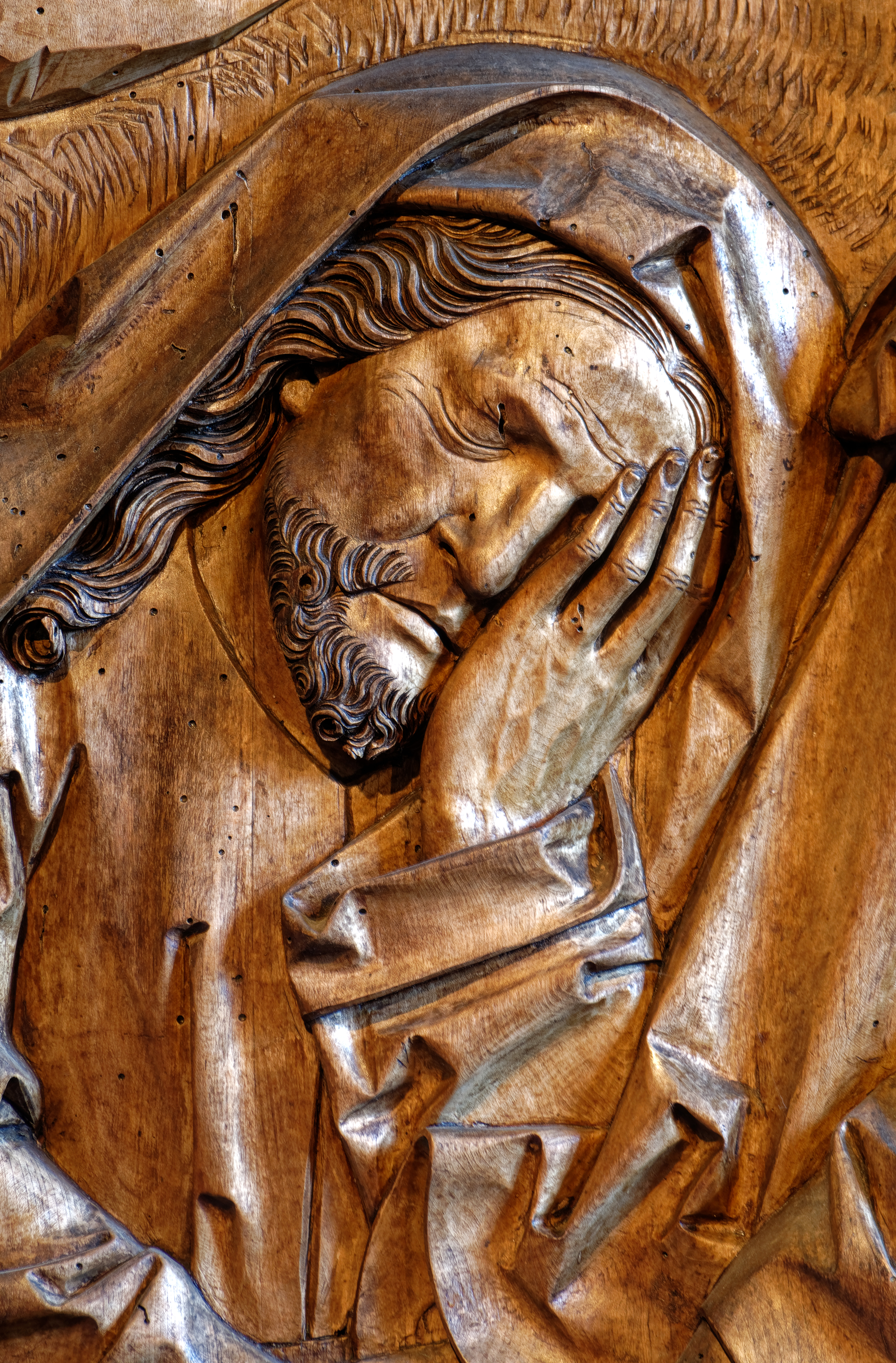
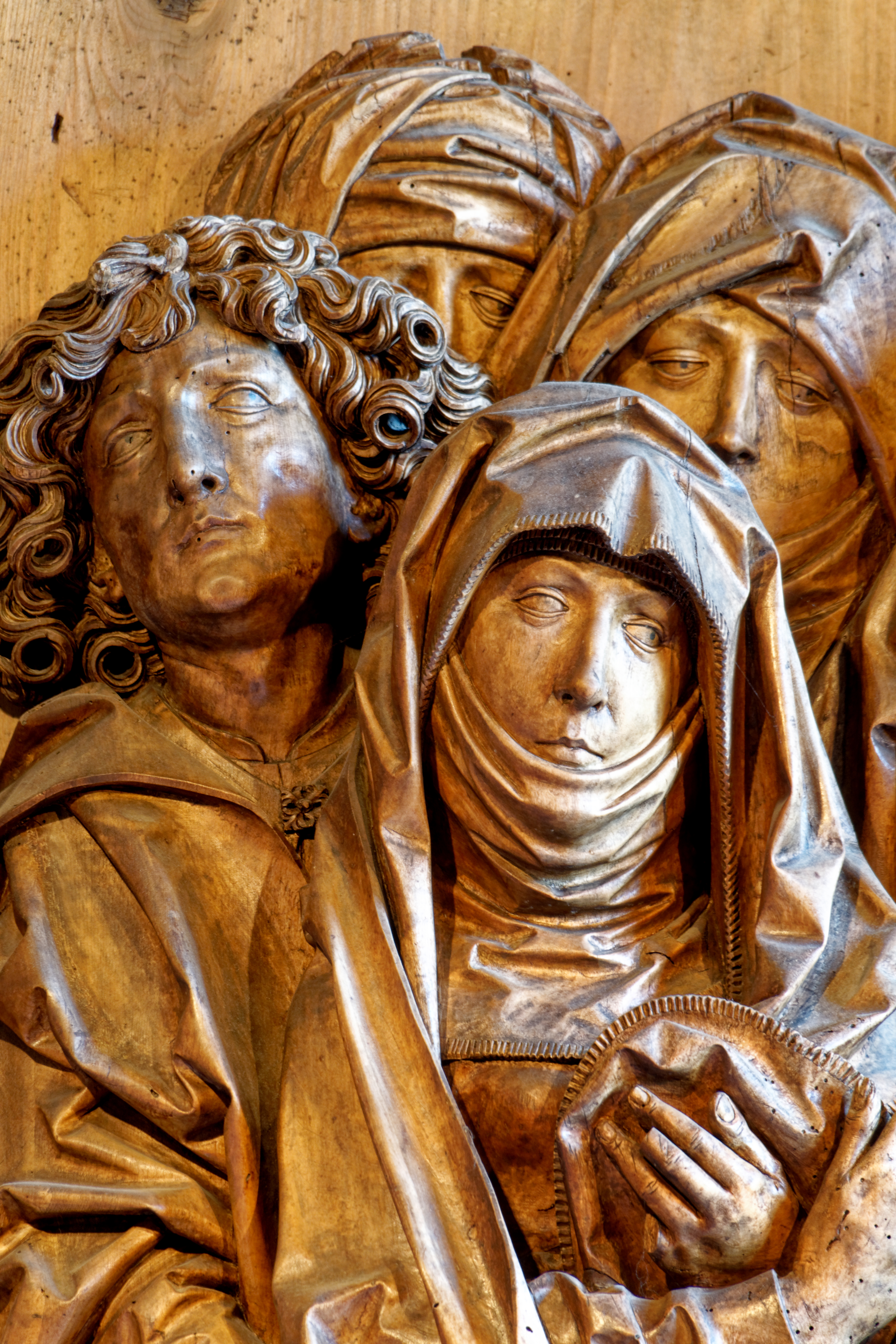
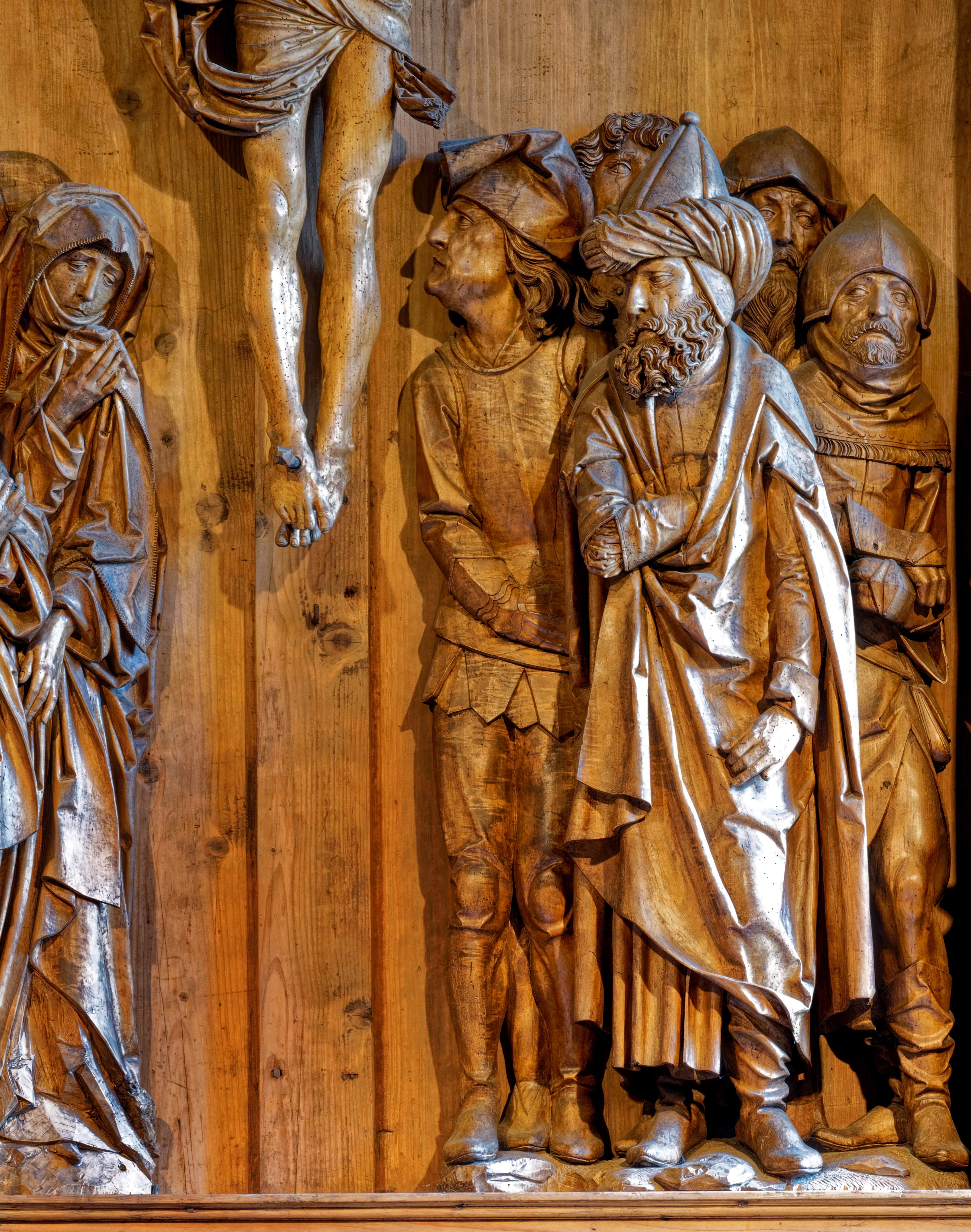
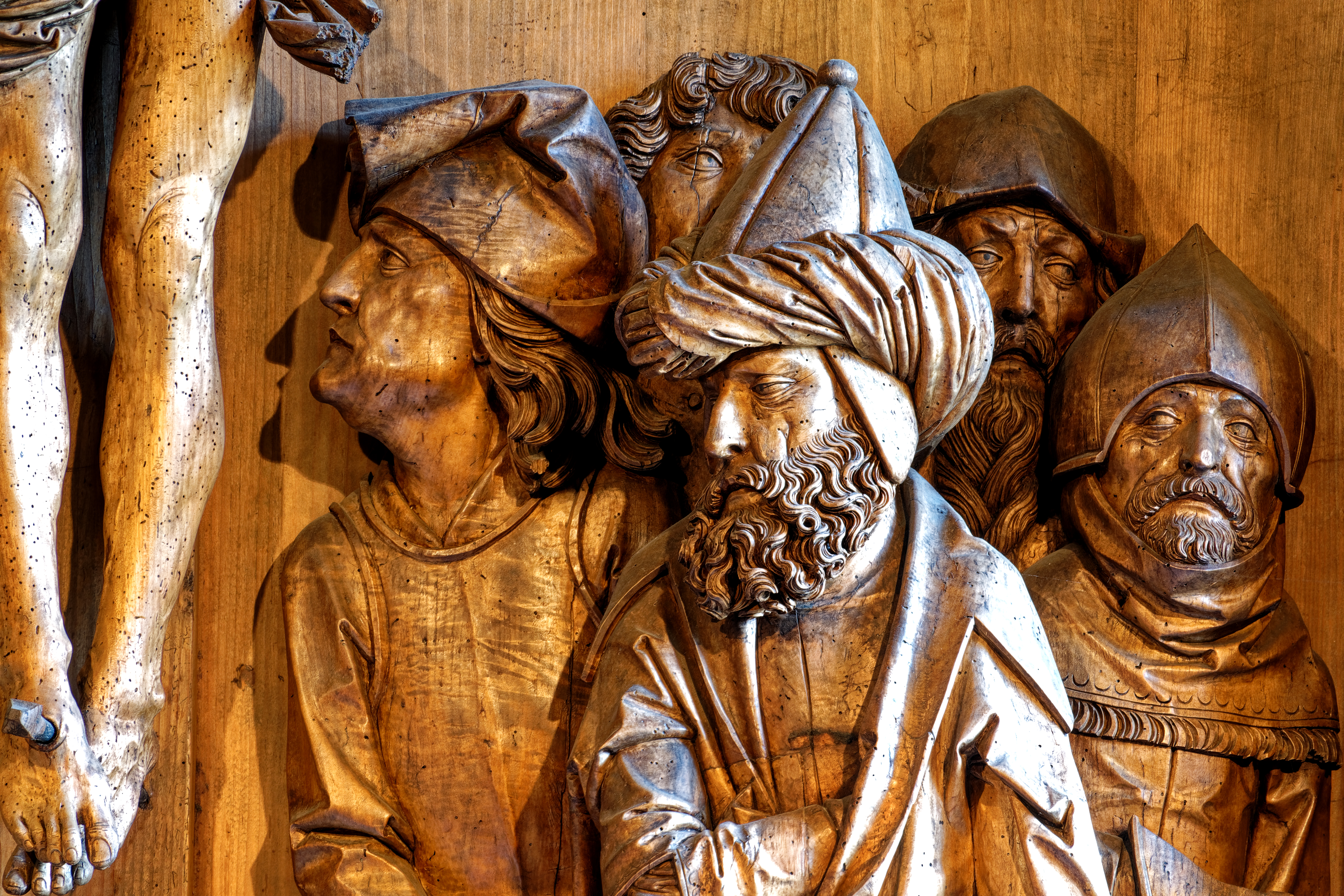
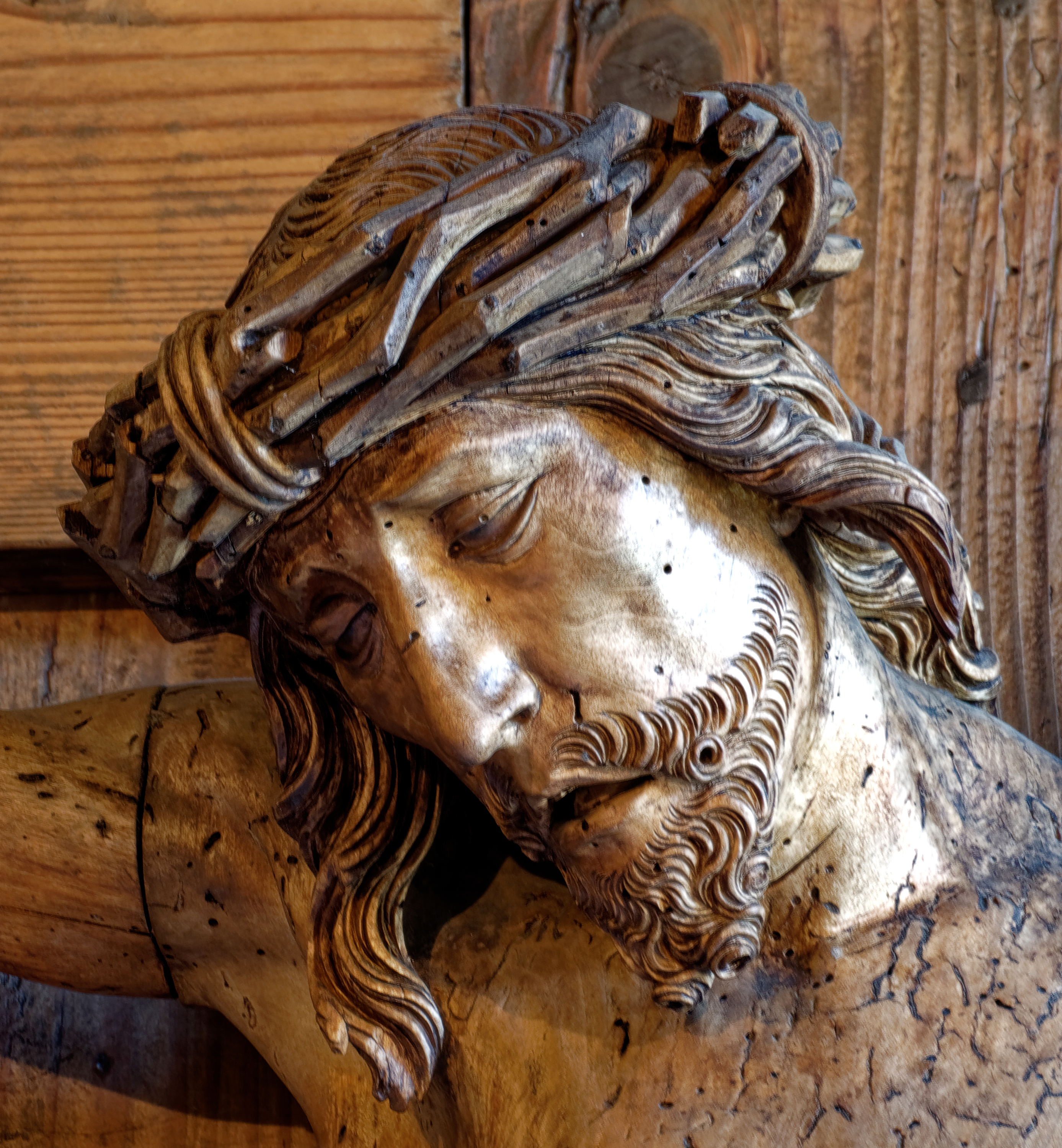

### Seitenaltäre
Der nördliche Seitenaltar stammt aus der Zeit um 1480/1490 und zeigt im Schrein drei Figuren: eine Heilige, die bereits um 1440/1450 entstanden ist, flankiert von dem Heiligen Antonius Eremita links und einem heiligen Bischof rechts. Auf den Gemälden der Flügel sind innen die Heiligen Stephanus und Laurentius und außen Petrus und Paulus dargestellt, in der Predella das Schweißtuch der Veronika.

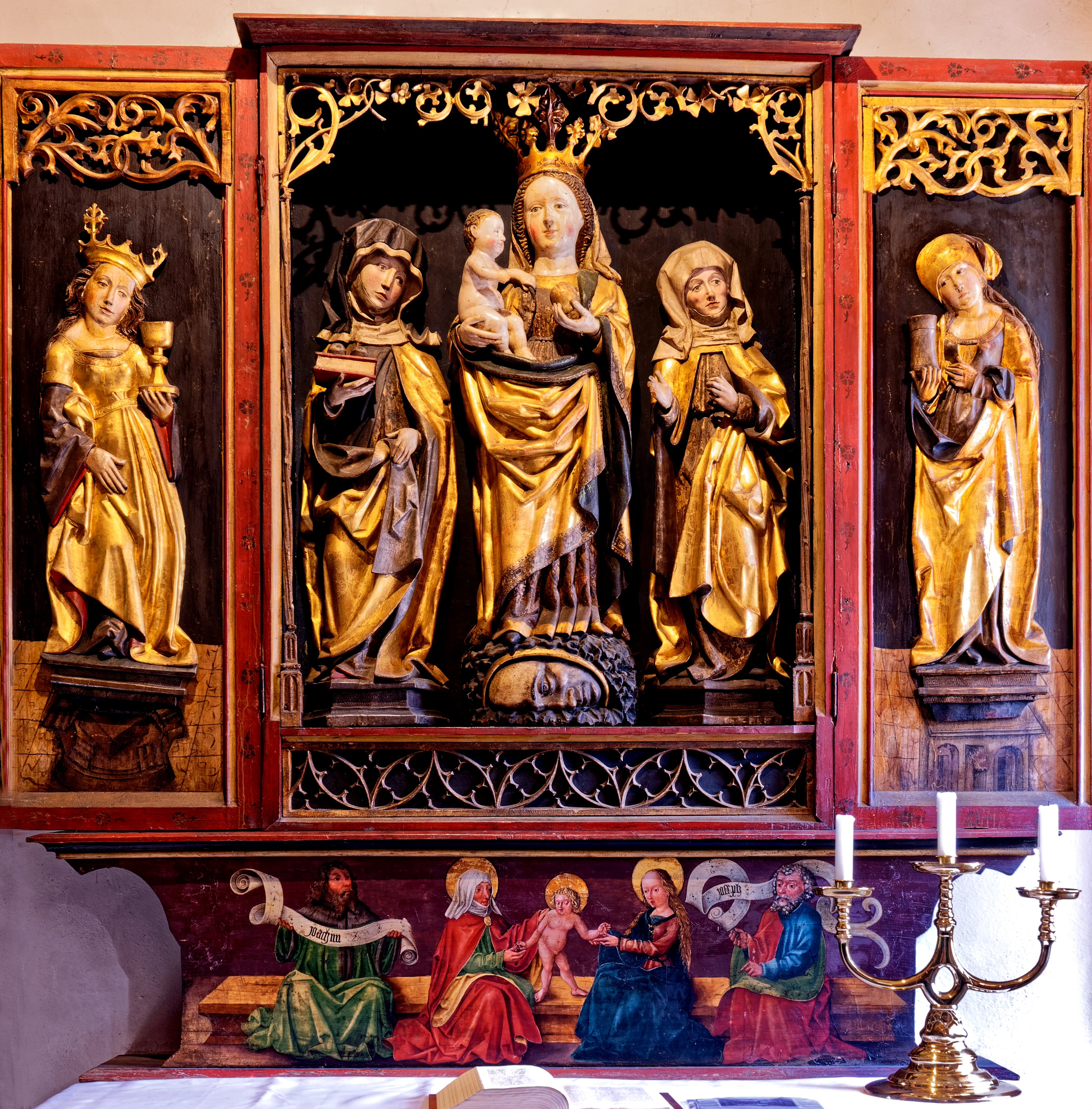
Südlicher Seitenaltar

Der südliche Seitenaltar wurde um 1500/1510 geschaffen und zeigt im Schrein Maria mit der heiligen Ottilie und einer heiligen Nonne. Auf den Flügeln sind die Heiligen Barbara und Magdalena als Flachreliefs dargestellt, auf den Außenseiten der Flügel die Verkündigung als Gemälde und in der Predella die Heilige Sippe.

### Taufstein

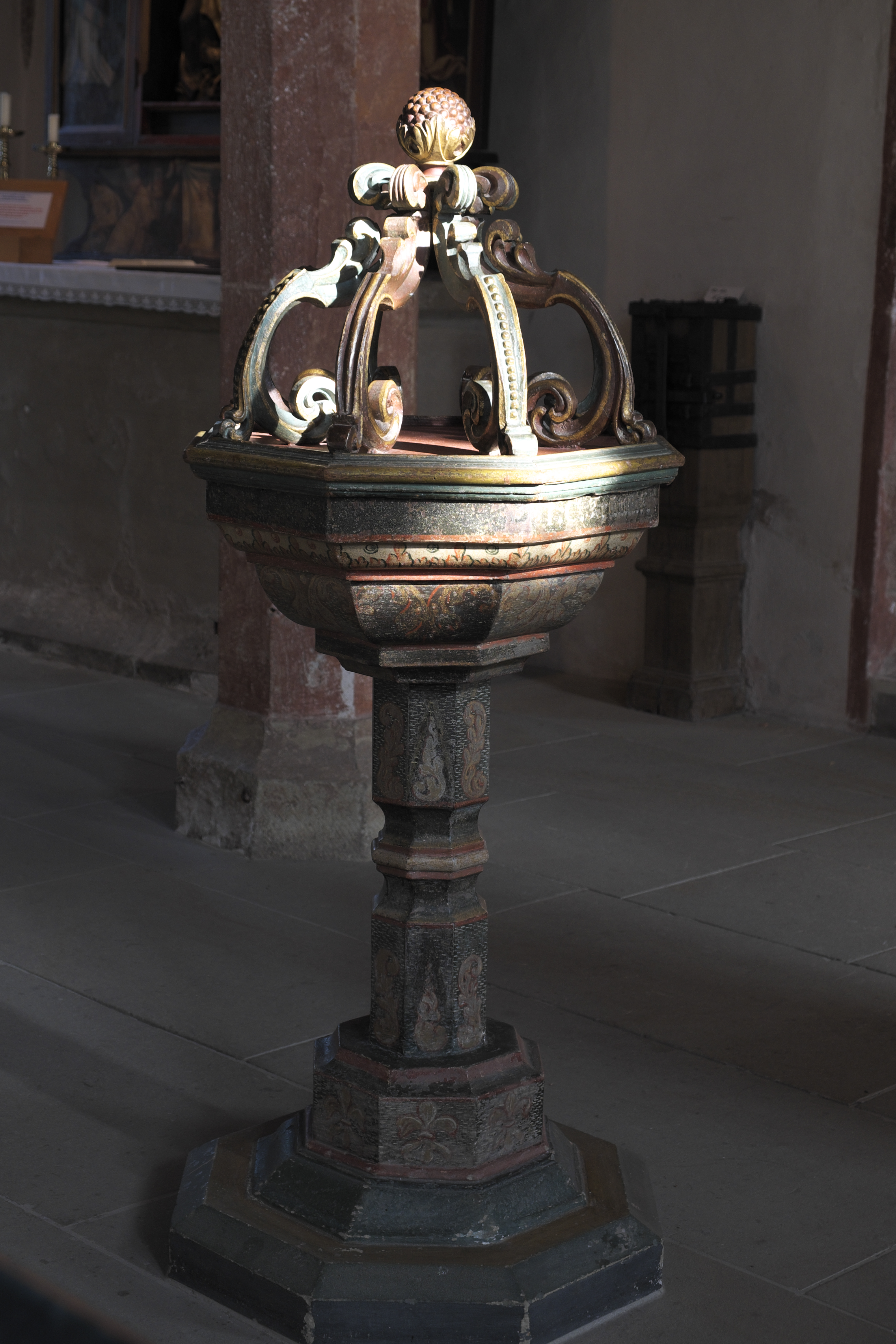
Taufstein

Der Taufstein wurde 1720 von Johann Caspar Krumsich geschaffen. Der Fuß und das Becken sind aus bemaltem Sandstein. Den Deckel mit acht Voluten bekrönt ein Granatapfel, das Sinnbild der Lebensfülle.

### Orgel

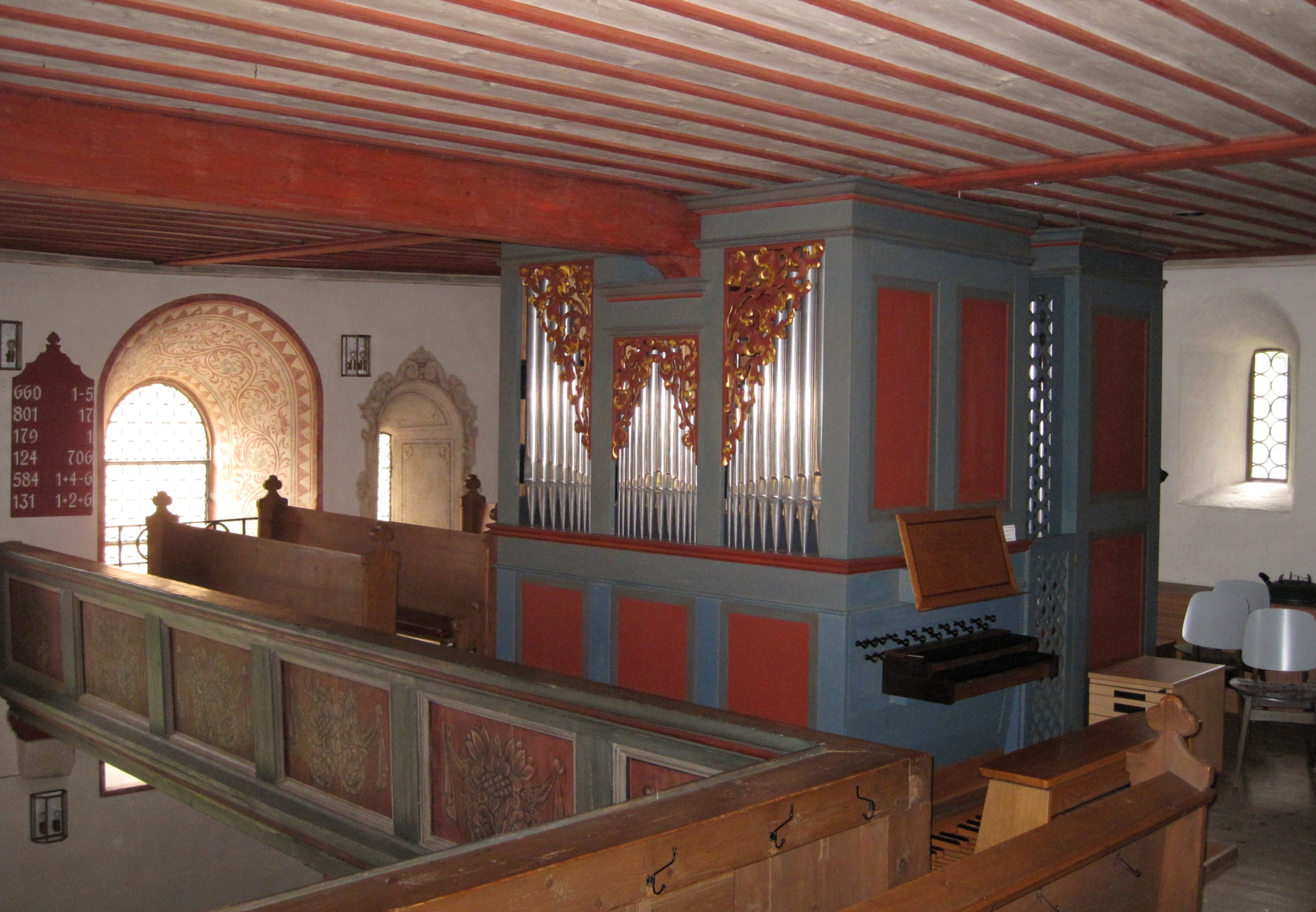
Schuke-Orgel auf der um 1650 eingebauten tiefen Empore

Die Orgel wurde 1989 von dem Orgelbauer Schuke (Berlin) erbaut. Das Instrument hat 17 Register auf zwei Manualen und Pedal. Die Trakturen sind mechanisch.
| I Hauptwerk C–g3 |        |
| Rohrflöte        | 8′     |
| Prinzipal        | 4′     |
| Koppelflöte      | 4′     |
| Flachflöte       | 2′     |
| Sesquialtera II  | 2 ⁄3′  |
| Mixtur IV        | 1 2⁄3′ |

| II Brustwerk C–g3 |        |
| Holzgedeckt       | 8′     |
| Blockflöte        | 4′     |
| Prinzipal         | 2′     |
| Quinte            | 1 2⁄3′ |
| Zimbel III        |        |
| Krummhorn         | 8′     |

| Pedal C–f1      |     |
| Subbaß          | 16′ |
| Gemshorn        | 8′  |
| Nachthorn       | 4′  |
| Rauschpfeife II |     |
| Fagott          | 16′ |

- Koppeln: II/I, I/P, II/P